# Bobby Cox
Robert Joseph "Bobby" Cox (Tulsa, 21 de maio de 1941) é um ex-jogador profissional e treinador de beisebol norte-americano.

## Carreira com treinador
Bobby Cox foi campeão da World Series 1995 dirigindo pelo Atlanta Braves. Na série de partidas decisiva, sua equipe venceu o Cleveland Indians por 4 jogos a 2.